# U–804
Az U–804 tengeralattjárót a német haditengerészet rendelte a brémai Deutsche Schiff und Maschinenbau AG-től 1940. december 7-én. A hajót 1943. december 4-én vették hadrendbe. Két harci küldetése volt, egy hadihajót süllyesztett el.

## Pályafutása
Az U–804 1944. június 12-én futott ki első járőrútjára, kapitánya Herbert Meyer volt. Június 16-án lelőtt egy De Havilland Mosquito típusú harci gépet. Augusztus 2-án a tengeralattjáró megtorpedózta az amerikai haditengerészet USS Fiske rombolókísérőjét az Atlanti-óceán északi részén. A támadás után tíz perccel a hadihajó kettétört, és elsüllyedt. A 213 fős legénységből 33-an meghaltak.
A búvárhajó utolsó útjára1945. április 4-én futott ki Kielből. A Norvégiába tartó U–802-t a Brit Királyi Légierő Mosquito gépei megtámadták. A tengeralattjáró felrobbant, 44 tengerész meghalt, 12 megmenekült.

## Kapitány
| Név           | Kezdőnap          | Zárónap          |
| ------------- | ----------------- | ---------------- |
| Herbert Meyer | 1943. december 4. | 1945. április 9. |

## Őrjáratok
| Indulás | Indulónap        | Érkezés   | Zárónap           |
| ------- | ---------------- | --------- | ----------------- |
| Bergen  | 1944. június 19. | Flensburg | 1944. október 12. |
| Kiel    | 1945- április 4. | *         | 1945. április 9.  |

* A tengeralattjáró nem érte el úti célját, elsüllyesztették

## Elsüllyesztett hajó
| Dátum              | Hajó neve  | Nemzetisége      | Brt  | Konvoj |
| ------------------ | ---------- | ---------------- | ---- | ------ |
| 1944. augusztus 2. | USS Fiske* | Egyesült Államok | 1300 |        |

* Hadihajó